# Félix Gaillard
Félix Gaillard (nascido em 5 de novembro de 1919, em 8.° arrondissement de Paris - morto em 10 de julho de 1970 em Jersey) foi um político francês. Ocupou o cargo de primeiro-ministro da França, entre 6 de novembro de 1957 a 13 de maio de 1958.